# Władimir Butkow
Władimir Nikołajewicz Butkow, ros. Владимир Николаевич Бутков (ur. 19 czerwca 1916, zm. 11 lutego 2000 w USA) – rosyjski wojskowy (kapitan), dowódca batalionu w kozackiej brygadzie kawalerii gen. Antona W. Turkula pod koniec II wojny światowej, emigracyjny publicysta oraz działacz polityczny, wojskowy i społeczno-kulturalny.

## Życiorys
W 1920 r. jego rodzina wyemigrowała z Rosji do Bułgarii. W 1932 r. W.N. Butkow wstąpił do Rosyjskiego Związku Ogólnowojskowego (ROWS). Przeszedł podoficerskie kursy organizowane przy III oddziale ROWS. Jednocześnie ukończył klasę Wyższych Wojskowo-Szkoleniowych Kursów ROWS prowadzonych w Paryżu przez gen. Nikołaja N. Gołowina. Uzyskał stopień korneta. W okresie II wojny światowej podjął współpracę z Niemcami. Na pocz. 1945 r. w stopniu kapitana dowodził batalionem w formowanej na obszarze Austrii kozackiej brygadzie kawalerii gen. Antona W. Turkula. Po zakończeniu wojny przebywał w obozie dla przesiedleńców w Schleißheim w zachodnich Niemczech. Na pocz. 1949 r. zamieszkał we francuskim Maroku, gdzie współzakładał miejscowy oddział ROWS w Casablance. Wydawał jego comiesięczny biuletyn. W 1952 r. został wyznaczony przedstawicielem rosyjskich emigrantów przy francuskim rządzie. W 1954 r. założył w Maroku oddział Narodowej Organizacji Rosyjskich Wywiadowców, który stał się młodzieżową filią marokańskiego oddziału ROWS. W 1958 r. wyjechał do USA, gdzie wstąpił do oddziału ROWS w Nowym Jorku. Uczył rosyjskiego i bułgarskiego w szkole lotniczej w Syracuse. Uzyskał stopień magistra, a następnie doktora. Wykładał rosyjską historię i literaturę na Uniwersytecie Rochester w Nowym Jorku. Następnie stał na czele katedry na uniwersytecie w Saint Louis. Działał jednocześnie w licznych rosyjskich stowarzyszeniach kombatanckich, kulturalno-społecznych i prawosławnych. Był przewodniczącym waszyngtońskiego oddziału Kongresu Rosyjskich Amerykanów. 1 marca 1999 r. został zastępcą, zaś 1 czerwca tego roku przewodniczącym ROWS. Zmarł 11 lutego 2000 r.